# Câmpineanca (gmina)
Câmpineanca – gmina w Rumunii, w okręgu Vrancea. Obejmuje miejscowości Câmpineanca, Pietroasa i Vâlcele. W 2011 roku liczyła 3501 mieszkańców.